# Vranjski potok
Vranjski potok je potok, ki izvira v bližini vasi Vranje v občini Sevnica. Preden se kot levi pritok izliva v reko Savo, se mu kot večji stalni desni pritok pridruži še Dobovski graben. 